# Голохвастов, Иов Демидович
Иов Демидович Голохвастов (Иев Демидович) — комнатный стольник, воевода, думный дворянин и окольничий во времена правления Алексея Михайловича, Фёдора Алексеевича, правительницы Софьи Алексеевны, Ивана V и Петра I Алексеевичей.
Сын родоначальника 4-й ветви дворянского рода Голохвастовых — Демида Голохвастова. Имел трёх братьев: комнатных стольников Петра и Ивана Большого, а Иван Демидович Меньшой — постельничий и окольничий.

## Биография
Упоминается в свадебном поезде на 1-й свадьбе царя Алексея Михайловича (16.01.1648). Ездил за государём (1649—1652). Стольник (1658—1676). Есаул государева полка в Литовским походе (1654—1655). Служил у государева стола (1657—1674). Второй царицын дружка на 2-й свадьбе царя Алексея Михайловича (22.01.1671). Пожалован в комнатные стольники (1676) и думные дворяне (1676—1686). Ездил за государём (1676—1689). Воевода в Вологде (1683—1684). Оставался на Москве в отсутствие царя (23 июня 1688 и 13 мая 1689). Назначен для ревизии Стрелецкого приказа (1689). Пожалован в окольничие (1690—1692). Умер после 1692.

## Семья
Жена: Матрёна Алексеевна NN. дневала и ночевала у гроба царевны Анны Алексеевны (19 мая 1659), Царицына сваха на 2-й свадьбе царя Алексея Михайловича (22 января 1671).
- Голохвастов Иван Иевлевич — стольник (1671), ездил за Государём (1687), есаул в Крымском походе (1687), убит под Нарвой († 1700), женат на Прасковьи Илларионовне урождённой Папиной.